# 1213 en santé et médecine
| Années de la santé et de la médecine : 1210 - 1211 - 1212 - 1213 - 1214 - 1215 - 1216    |
| Décennies de la santé et de la médecine : 1180 - 1190 - 1200 - 1210 - 1220 - 1230 - 1240 |

Cet article présente les faits marquants de l'année 1213 en santé et médecine.

## Événements

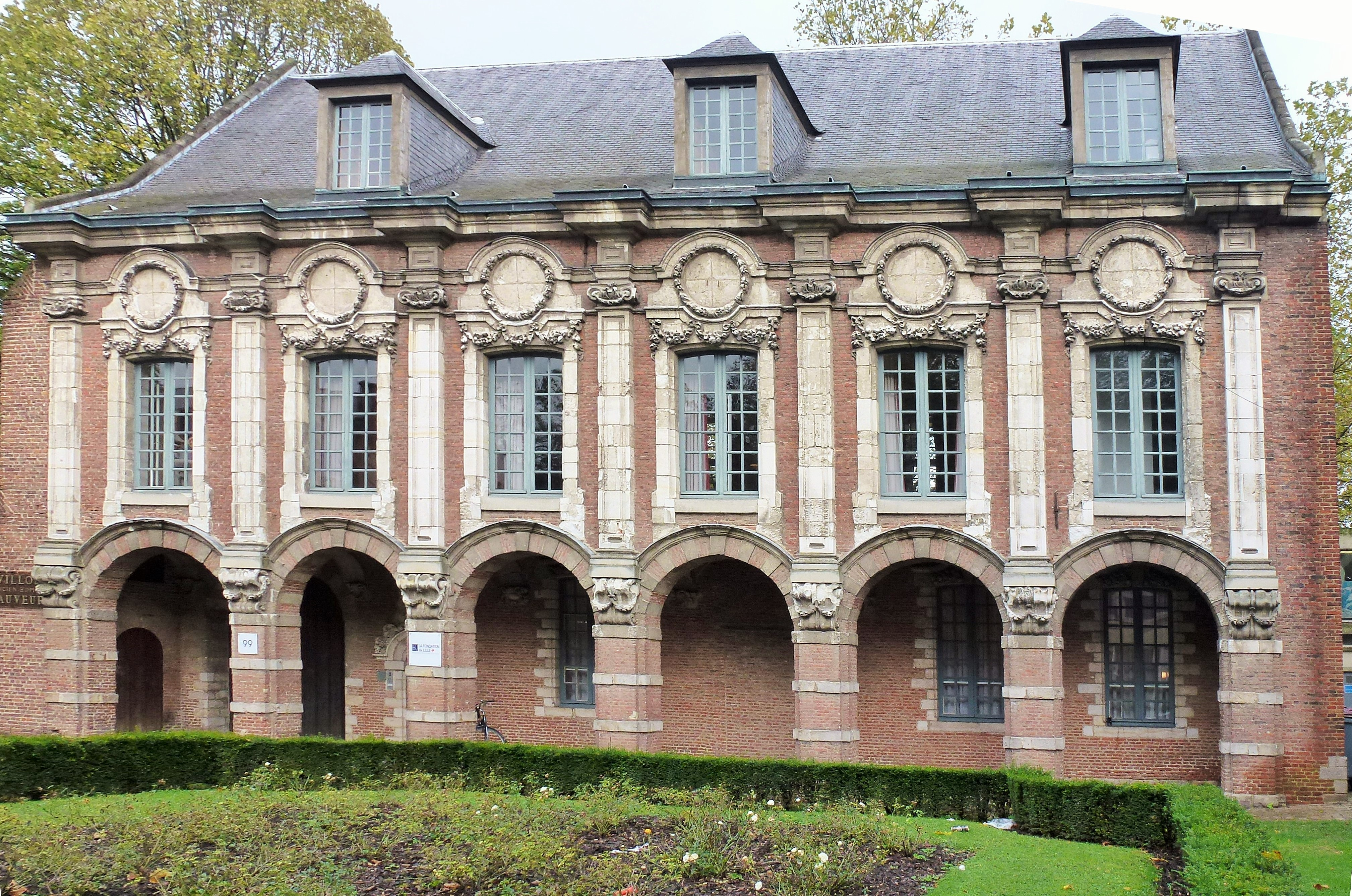
Pavillon Saint-Sauveur
Vestige de l'ancien hôpital
Lille, XVIIe s.

- Août : L'emploi, dans un mandement épiscopal, du mot « phisici » pour distinguer les « médecins » des maîtres et écoliers des autres disciplines constitue la première trace d'un enseignement de la médecine à l'université de Paris[1].
- Fondation de l'hôpital Saint-Thomas de Londres[2].
- Fondation probable d'un hospice qui deviendra l'hôtel-Dieu Saint-Gilles de Louviers, en Normandie, dans l'acte de concession d'un terrain par Jean de Martigny, abbé de Saint-Taurin d'Évreux [3].
- Fondation probable d'une maison-Dieu Saint-Jacques par le chapitre de la cathédrale de Rennes, en Bretagne[4].
- Fondation à Château-Thierry, dans le comté de Champagne, d'« un petit hôpital établi pour recevoir les pauvres, [qui] par la suite devait devenir le couvent de La Barre[5] ».
- Un asile de la collégiale Saint-Pierre de Lille, fondé par le chanoine Jean Martin « pour les malades pauvres », est détruit dans l'incendie provoqué par Philippe Auguste en guerre contre Jean sans Terre, mais il sera relevé dès 1215 comme hôpital Saint-Sauveur par les soins de la comtesse de Flandre, Jeanne de Constantinople[6].
- La maison-Dieu Saint-Sauveur de Verdun, en Lorraine, « pourtant plus ancienne, [s'affilie] à l'hôpital Saint-Nicolas de Gravière[7] ».

- Vers 1213 :  fondation de l'hôpital Novellus de Toulouse, dont la « courte existence » se terminera en 1246 [8].

## Naissance
- 1208[9] ou 1213[10] : Ibn Nafis (mort en 1288), médecin arabe, auteur, en 1242, d'un commentaire d'Avicenne (Al-Shamil fi al-Tibb) où la circulation pulmonaire est décrite pour la première fois.

## Décès
- Mkhitar Goch (né vers 1130), fabuliste, juriste et théologien arménien, auteur du Livre des lois[11], premier code de législation arménien, qui comporte d'importantes et nombreuses dispositions concernant l'exercice de la médecine et le statut des malades[12].
- Ibn Hubal (en) (né en 1122), médecin arabe, connu pour son ouvrage Kitab al-Mukhtar fi al-ṭibb (« Le Livre des choix en médecine[13] »).